# Východoněmecká ženská volejbalová reprezentace
Východoněmecká volejbalová reprezentace žen reprezentovala NDR na mezinárodních volejbalových akcích, jako je mistrovství světa nebo mistrovství Evropy.

## Mistrovství světa
| Rok/pořádající země   | Účast                           |
| --------------------- | ------------------------------- |
| MS 1952 Sovětský svaz | Bez účasti                      |
| MS 1956 Francie       | 7. místo                        |
| MS 1960 Brazílie      | Bez účasti                      |
| MS 1962 Sovětský svaz | 7. místo                        |
| MS 1967 Japonsko      | Bez účasti                      |
| MS 1970 Bulharsko     | 10. místo                       |
| MS 1974 Mexiko        | 4. místo                        |
| MS 1978 Sovětský svaz | 8. místo                        |
| MS 1982 Peru          | Bez účasti                      |
| MS 1986 ČSSR          | 4. místo                        |
| MS 1990 Čína          | 12. místo                       |
| Celkem                | Účast – 7× · – 0× · – 0× · – 0× |

## Mistrovství Evropy
| Rok/pořádající země | Účast                            |
| ------------------- | -------------------------------- |
| ME 1949 ČSR         | Bez účasti                       |
| ME 1950 Bulharsko   | Bez účasti                       |
| ME 1951 Francie     | Bez účasti                       |
| ME 1955 Rumunsko    | Bez účasti                       |
| ME 1958 ČSR         | 8. místo                         |
| ME 1963 Rumunsko    | 4. místo                         |
| ME 1967 Turecko     | 4. místo                         |
| ME 1971 Itálie      | 6. místo                         |
| ME 1975 Jugoslávie  | Bronzová medaile                 |
| ME 1977 Finsko      | Stříbrná medaile                 |
| ME 1979 Francie     | Stříbrná medaile                 |
| ME 1981 Bulharsko   | 4. místo                         |
| ME 1983 NDR Německo | Zlatá medaile                    |
| ME 1985 Nizozemsko  | Stříbrná medaile                 |
| ME 1987 Bulharsko   | Zlatá medaile                    |
| ME 1989 Německo     | Stříbrná medaile                 |
| Celkem              | Účast – 12× · – 2× · – 4× · – 1× |

## Olympijské hry
| Rok/pořádající země  | Účast                           |
| -------------------- | ------------------------------- |
| LOH 1964 Tokio       | Bez účasti                      |
| LOH 1968 Mexico City | Bez účasti                      |
| LOH 1972 Mnichov     | Bez účasti                      |
| LOH 1976 Montreal    | 6. místo                        |
| LOH 1980 Moskva      | Stříbrná medaile                |
| LOH 1984 Los Angeles | Bez účasti                      |
| LOH 1988 Soul        | 5. místo                        |
| Celkem               | Účast – 3× · – 0× · – 1× · – 0× |